# Fritz Reuter (Politiker, 1911)
Fritz Reuter (* 4. Juli 1911 in Berlin; † 26. März 2000 ebenda) war ein deutscher Politiker (KPD/SED) und Widerstandskämpfer gegen das NS-Regime.

## Leben

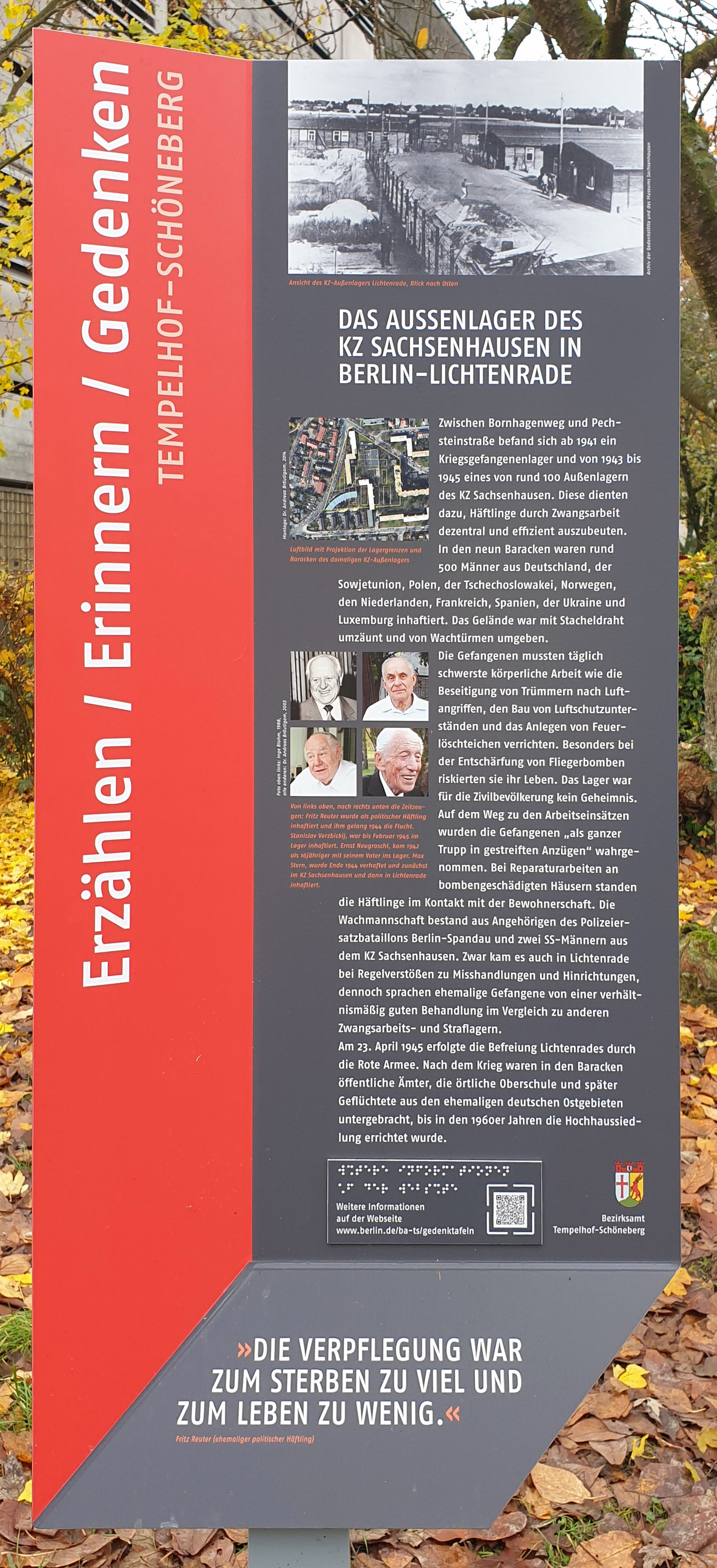
Gedenktafel in Berlin-Lichtenrade

Reuter wurde als Sohn einer Arbeiterfamilie geboren und erlernte von 1925 bis 1928 den Beruf des Maurers. Er war seit 1925 gewerkschaftlich organisiert. 1926 trat er der Sozialistischen Arbeiter-Jugend, 1927 dem Kommunistischen Jugendverband Deutschlands (KJVD) bei. Bis 1933 war er für die KJVD in Berlin, Leipzig und Düsseldorf als Funktionär tätig. Von 1930 bis 1933 war er Mitglied des ZK des KJVD. 1930 trat er der KPD bei.
Nach der „Machtergreifung“ der Nationalsozialisten war er ab 1933 Leiter des illegalen KJVD in Düsseldorf. Reuter wurde verhaftet und im Dezember 1934 vom Oberlandesgericht Hamm zu zwei Jahren und sechs Monaten Zuchthaus verurteilt. Nach seiner Entlassung aus dem KZ Sachsenhausen im Februar 1938 war er illegal für die KPD in Berlin tätig. Er knüpfte Kontakte zur Widerstandsgruppe Saefkow-Bästlein und wurde am 16. Dezember 1939 erneut verhaftet. Im Juni 1940 wurde er vom Volksgerichtshof zu drei Jahren und sechs Monaten Zuchthaus verurteilt, die er erneut im KZ Sachsenhausen verbringen musste. Ende Juni 1944 gelang ihm, ebenso wie einige Wochen zuvor Herbert Tschäpe, die Flucht von einem Außenkommando des KZ Sachsenhausen in Berlin-Lichtenrade. Anschließend betätigte sich Reuter unter dem Decknamen Josef Kunz im Untergrund für den Widerstand der KPD.
Nach der Zulassung der KPD im Juni 1945 wurde Reuter erster Vorsitzender der KPD in Berlin-Neukölln und im September 1945 Mitglied in der Berliner Bezirksleitung der KPD. Seit 1946 Mitglied der SED wurde er im gleichen Jahr Sekretär des SED-Landesvorstandes bzw. der SED-Bezirksleitung Berlin. Im Oktober 1946 wurde er als Mitglied der SED-Fraktion in die Stadtverordnetenversammlung von Groß-Berlin gewählt, der er bis 1948 angehörte. Im Februar 1953 war er führend an der Konstituierung der Volksvertretung von Groß-Berlin, der späteren Stadtverordnetenversammlung von Ost-Berlin, beteiligt und war dann bis 1954 Stadtverordneter.
Von 1954 bis 1957 war er Zweiter Sekretär und anschließend bis 1960 Erster Sekretär der SED-Bezirksleitung Dresden. Von 1954 bis 1958 war er Mitglied der Zentralen Revisionskommission der SED sowie Abgeordneter des Bezirkstages Dresden. Von 1958 bis 1963 war Reuter Mitglied des ZK der SED und Abgeordneter der Volkskammer. Von Oktober 1960 bis Oktober 1966 war Reuter Erster Stellvertretender Vorsitzender des Rates des Bezirkes Erfurt und von 1967 bis 1972 Vorsitzender der SED-Bezirksrevisionskommission ebenda.
Von Mai 1972 bis 1989 war Reuter stellvertretender Sekretär, dann stellvertretender Vorsitzender des Komitees der Antifaschistischen Widerstandskämpfer der DDR.

## Auszeichnungen
- Vaterländischer Verdienstorden in Silber (6. Mai 1955), in Gold (1969) und Ehrenspange (1974)
- Ernst-Moritz-Arndt-Medaille (1957)
- Medaille für Kämpfer gegen den Faschismus 1933 bis 1945 (1958)
- Verdienstmedaille der DDR (1959)
- Orden Banner der Arbeit (1960)
- Karl-Marx-Orden (1976)
- Ehrentitel „Held der Arbeit“ (1986)[2]